# Phytomyza abeliae
Phytomyza abeliae är en tvåvingeart som beskrevs av Mitsuhiro Sasakawa 1961. Phytomyza abeliae ingår i släktet Phytomyza och familjen minerarflugor. Inga underarter finns listade i Catalogue of Life.